# Teresa Cunillera
Teresa Cunillera i Mestres (/tɛˈɾesa kuniˈʝɛɾa ˈi ˈmɛstɾe/) est une femme politique espagnole membre du Parti des socialistes de Catalogne (PSC), née le 17 février 1951 à Bell-lloc d'Urgell (province de Lérida).
Fonctionnaire de l'État, elle rejoint la famille socialiste en 1975 et se fait élire sept ans plus tard députée de la circonscription de Lérida au Congrès des députés. Elle quitte l'hémicycle en 1986 pour intégrer le cabinet du ministre Virgilio Zapatero. En 1993, elle est recrutée parmi les collaborateurs du vice-président Narcís Serra.
Elle fait son retour au Congrès en 1996 et devient membre du bureau en 2008. Elle est ainsi première vice-présidente de l'assemblée jusqu'en 2011, puis troisième secrétaire jusqu'à son retrait de la vie parlementaire, en 2015. Elle siège au sein de la direction provisoire du Parti socialiste ouvrier espagnol entre 2016 et 2017.
Après l'accession de Pedro Sánchez au pouvoir en 2018, elle est désignée déléguée du gouvernement espagnol en Catalogne. Son nom est évoqué, sans suite, en 2019 comme potentielle ministre de la Politique territoriale.

## Biographie

### Débuts en politique
Teresa Cunillera i Mestres naît le 17 février 1951 à Bell-lloc d'Urgell, dans la province de Lérida. Après des études d'expertise-comptable, elle passe avec succès les concours de la fonction publique et intègre en 1973 l'administration de l'État espagnol.
Elle rejoint la Convergence socialiste de Catalogne (ca) (CSC) en 1975 et s'engage pour l'unité des socialistes catalans, qui se réalisera trois ans plus tard avec la fondation du Parti des socialistes de Catalogne (PSC). Lors des élections générales anticipées du 28 octobre 1982, elle est élue à 31 ans députée de la circonscription de Lérida au Congrès des députés.

### Députée au Congrès
En 1986, elle devient collaboratrice au cabinet de Virgilio Zapatero, ministre des Relations avec le Parlement et du Secrétariat du gouvernement. Il la nomme au poste de directrice de cabinet deux ans plus tard. Elle s'installe temporairement à Séville pour coordonner tout le travail gouvernemental en lien avec l'Exposition universelle de 1992. Après la disparition du ministère en 1993, elle intègre le cabinet de la présidence du gouvernement où elle travaille auprès du vice-président du gouvernement, Narcís Serra,.
Elle fait son retour au Congrès des députés à l'occasion des élections générales anticipées du 3 mars 1996. Devenue porte-parole adjointe du groupe socialiste, elle est investie tête de liste pour Lérida  aux élections générales du 9 mars 2000. À l'ouverture de la IXe législature le 1er avril 2008, Teresa Cunillera est élue première vice-présidente du Congrès des députés par 113 voix sur 347 suffrages exprimés, en remplacement de Carmen Calvo.
Après les élections générales anticipées du 20 novembre 2011, qui marquent le retour au pouvoir du Parti populaire (PP), elle change de fonction au sein du bureau de la chambre basse des Cortes, dont elle est désignée troisième secrétaire. À l'approche des élections générales du 20 décembre 2015, elle prend la décision de ne pas se représenter, et se retire de la vie politique.
Au cours de la crise interne du Parti socialiste de 2016 au sujet de l'investiture de Mariano Rajoy, elle défend la ligne du secrétaire général Pedro Sánchez, qui s'oppose à ce que les socialistes facilitent le maintien de Rajoy au pouvoir. La ligne favorable à l'abstention l'ayant emportée, Sánchez démissionne et une direction provisoire est instaurée, Cunillera y représentant le PSC.

### Déléguée du gouvernement
Pedro Sánchez accède au pouvoir le 2 juin 2018. Deux semaines plus tard, il propose à Teresa Cunillera d'occuper le poste de déléguée du gouvernement espagnol en Catalogne. Nommée le 19 juin en remplacement d'Enric Millo, elle prête serment trois jours plus tard à Barcelone devant la maire de la ville Ada Colau, le maire de Lérida Àngel Ros, le premier secrétaire du PSC Miquel Iceta, l'ancien chef du parti Pere Navarro ou encore l'ancien chef de file de l'Union démocratique de Catalogne Josep Antoni Duran i Lleida. Elle appelle notamment à la « loyauté institutionnelle » dans le contexte de confrontation entre les autorités de l'État et le gouvernement catalan, dirigé par les indépendantistes.
Le 24 novembre 2019, deux semaines après les élections générales du 10 novembre 2019, Pedro Sánchez indique à Miquel Iceta qu'il envisage de nommer Teresa Cunillera au poste de ministre de la Politique territoriale et de la Fonction publique, mais ce dernier s'y oppose, préférant voir le secrétaire à l'Organisation du PSC Salvador Illa siéger au conseil des ministres.
Dans un communiqué de presse rendu public le 14 janvier 2022, Teresa Cunillera annonce sa volonté de démissionner de la délégation du gouvernement, expliquant « avoir fait de [son] mieux pour remplir la mission qui [lui] avait été confiée » et que la situation catalane « s'est considérablement améliorée » depuis sa prise de fonction.

## Note
1. ↑  Prononciation en espagnol d'Espagne retranscrite selon la norme API.
2. ↑  À l'ouverture de la législature, les quatre vice-présidents du Congrès des députés sont élus simultanément, et chaque député ne peut voter que pour un seul candidat. L'ordre de préséance est fonction du nombre de suffrages recueilli par chaque vice-président élu.
3. ↑  À l'ouverture de la législature, les quatre secrétaires du Congrès des députés sont élus simultanément, et chaque député ne peut voter que pour un seul candidat. L'ordre de préséance est fonction du nombre de suffrages recueilli par chaque secrétaire élu.